# Musée diocésain de Jaca
Le musée diocésain de Jaca se trouve dans les bâtiments qui entourent le cloître de la cathédrale Saint-Pierre de Jaca. Il a été inauguré le 22 août 1970, mais s'appuie sur les collections d'un musée établi précédemment dans l'ancien monastère bénédictin de Jaca. 
Il rassemble notamment des fresques romanes et gothiques recueillies dans les églises du diocèse, dont plusieurs se trouvaient dans des villages abandonnés au cours de la deuxième moitié du XXe siècle, ainsi que des chapiteaux romans. On peut également y observer le retable de l'église Sainte-Marie d'Iguácel. Il a fermé provisoirement en 2003 et a rouvert en février 2010 après des travaux. 